# Vídeňská obrázková kronika
Vídeňská obrázková kronika (latinsky Chronicum Pictum, Chronica Picta, Chronica de Gestis Hungarorum) je uherská středověká kronika s mnoha barevnými iluminacemi uložená v maďarské Széchényiho národní knihovně (Országos Széchényi Könyvtár) v Budapešti.

## Historie
Jejím autorem je pravděpodobně budínský farář Marek z Kaltu, který dílo sepsal v letech 1358-1370 za vlády krále Ludvíka I. V kronice jsou s obrazovým doprovodem zaznamenány uherské dějiny od legendárního příchodu Uhrů až do doby Karla Roberta.
Původně se nacházela ve Vídni, roku 1933 byla převezena do Budapešti, kde je umístěna v Széchényiho národní knihovně (Országos Széchényi Könyvtár) v Budapešti.
Miniatury obsažené v kronice jsou významným zdrojem informací o středověkém životě, odívání a zvycích v tehdejším Uhersku.